# In Too Deep
In Too Deep — сингл из альбома All Killer No Filler канадской панк-рок-группы Sum 41.

## Клип
В комедийном клипе группа участвует в конкурсе по прыжкам в воду.

## Песня в фильмах
- In Too Deep играет в фильмах Американский пирог 2 и Оптом дешевле.
- Песня использовалась в эпизодах «Reese Drives» и «Clip Show #2» сериала Малкольм в центре внимания.
- Звучала в эпизоде «I’m With Cupid» мультсериала Царь горы.
- Песня звучит в финальных титрах в На пределе: Игры X-тремалов.
- В семейной комедии Отель для собак песня играла в нескольких эпизодах.

## Список композиций

### Сингл
1. In Too Deep (3:27)
2. Fat Lip (Live) (2:55)
3. All She’s Got (Live) (3:02)
4. What We're All About (Концертная запись, Томми Ли на барабанах) (2:47)

### Радио рекламный CD
1. In Too Deep (3:27)
2. Fat Lip (2:58)

## Исполнители
- Дерик «Bizzy D» Уибли — вокал, гитара
- Дэйв «Brownsound» Бэкш — гитара, бэк-вокал
- Джейсон «Cone» МакКэслин — бас, бэк-вокал
- Стив «Stevo 32» Джоз — барабаны, бэк-вокал